# Psycho Cop 2
Série
Psycho Cop
(1989)
Pour plus de détails, voir Fiche technique et Distribution.
Psycho Cop 2, également connu sous le nom de Psycho Cop Returns, est un slasher américain sorti en 1993 et réalisé par Adam Rifkin, sur un scénario de Dan Povenmire. C'est la suite du film Psycho Cop de 1989.

## Synopsis
Dans un café de Los Angeles, il y a l'officier de police corrompu Joe Vickers, un tueur en série habilité par Satan et pendant son festin, il surprend Brian et Larry, deux employés de bureau, discuter d'un enterrement de vie de garçon qu'ils prévoient d'organiser sur leur lieu de travail, pour leur ami Gary. Vickers suit les deux hommes et patiente dans sa voiture (remplie de parties de corps ensanglantées et d'imageries démoniaques) jusqu'à la sortie des bureaux.
Le soir, alors que la plupart des employés sont partis, Larry soudoie l'agent de sécurité pour qu'il laisse entrer trois strip-teaseuses. Peu après, Vickers trompe le garde afin qu'il le laisse entrer, puis le poignarde dans l'œil avec un crayon. Le psychopathe sabote  ensuite les ascenseurs, et quand Mike descend pour en parler au veilleur de nuit, Vickers le jette dans une cage d'ascenseur.
Vickers envoie des fax vaguement menaçants aux fêtards, bien que cela n'empêche pas Gary ivre de monter sur le toit avec l'une des strip-teaseuses. Les deux sont surpris par le tueur, qui abat Gary d'une balle la tête et jette la strip-teaseuse, dans le vide. Le policier fou continue d'harceler les survivants, forçant Brian, Larry et les deux strip-teaseuses restantes à se rendre dans la salle de copie, tandis que Vickers utilise une lance d'ornement pour empaler un couple de collègues qui avaient des relations sexuelles dans un placard de stockage.
Larry, Brian et les strip-teaseuses s'enfuient lorsque les corps de Mike et Gary tombent à travers le plafond de la salle de copie et se heurtent à Sharon, une comptable qui était restée travailler tard. Le quintet essaie d'appeler le 911, mais les lignes ne fonctionnent pas, et tout en regardant autour pour voir si quelqu'un d'autre est dans le bâtiment, ils trouvent le couple empâlé et sont confrontés à Vickers.
Feignant initialement d'être là pour aider, le tueur abat Larry, blesse Brian et poursuit les autres. Les femmes tentent de s'échapper par l'entrée principale, mais la porte est solidement fermée. Alors que le trio se dirige vers la sortie du garage, ils sont attaqués par Vickers, qui tire sur une des filles et étrangle l'autre.
La survivante, Sharon est prise en chasse par le maniaque, mais elle parvient à mettre le feu à son visage (faisant fondre l'un de ses verres de lunettes de soleil à ses yeux) et à le faire basculer dans une cage d'ascenseur, mais il survit à la chute. Sharon réussit à sortir du garage et est poursuivie dans la rue par Vickers, qui la surprend devant un bar. Le propriétaire du bar et les clients voient Vickers attaquer Sharon, et Viennent à son secours.
Ils battent l'officier a coup de batte de base ball alors qu'un passant filme la scène depuis le balcon de son appartement. Sharon, Brian et Vickers sont tous emmenés à l'hôpital, où Vickers est guéri par des forces démoniaques, massacre les policiers et le personnel médical qui le surveillent et sort en trombe de sa chambre.

## Fiche technique
- Titre : Psycho Cop 2
- Titre original : Psycho Cop Returns
- Réalisation : Adam Rifkin
- Scénario : Dan Povenmire
- Musique : George Adrian et Marc David Decker
- Photographie : Adam Kane
- Montage : Mitch Goddard
- Production : David Andriole
- Distribution : Peter Schink
- Pays : États-Unis
- Genre : Drame, slasher et thriller
- Durée : 80 minutes
- Dates de sortie :
  - États-Unis: DVD, en 2005; Blu-ray, en 2007.
- Interdit aux moins de 12 ans

## Distribution
- Robert R. Shafer : Officier Joe Vickers/Gary Henley/Ted Warnicky
- Barbara Niven : Sharon Wells (créditée comme Barbara Lee Alexander)
- Rod Sweitzer : Lawrence
- Miles Dougal : Brian
- Nick Vallelonga : Michael
- Dave Bean :Gary
- John Paxton : Frederick Stonecipher
- Julie Strain : Stephanie
- Melanie Good : Cindy
- Priscilla Huckleberry : Lisa
- Justin Carroll : Tony Michaels
- Carol Cummings : Chloe Wilson
- Al Schuermann : Gus
- David Andriole : Vinnie
- Adam Rifkin : Un homme tenant une caméra

## Anecdotes
Le scénariste Dan Povenmire s'est vu offrir la possibilité de réaliser le film, mais comme cela l'obligeait à quitter son travail sur la série Les Simpsons, il a refusé.
Brittany Ashland et Sara Lee Froton, qui jouent deux danseuses de charmes, ont toutes deux été découvertes par le réalisateur Adam Rifkin car elles officiaient comme strip-teaseuses lors d'un enterrement de vie de garçon organisé par l'acteur Charlie Sheen 

## Diffusion
Le film fut diffusé, en DVD par Ardustry Home Entertainment, en 2005 dans une version édulcorée. Le film fut restauré en 2017 et fut distribué en DVD et Blu-ray par Vinegar Syndrome.
Un making-of du film intitulé Habeas Corpus: The Making of 'Psycho Cop Returns' est sorti en 2007.

## Note
Il y a jamais et de psycho cop 3. Lorsque l'officier Joe Vickers est toujours en vie et en liberté.